# واله مسلم‌اف
واله مسلم‌اف (ترکی آذربایجانی: Müslümov Valeh Əlizaid oğlu) (زاده ۲ سپتامبر ۱۹۶۸، شهرستان لریک، جمهوری آذربایجان - درگذشت ۱۴ آوریل ۱۹۹۲، مارتاکرت، جمهوری آذربایجان) قهرمان ملی جمهوری آذربایجان و یکی از جنگجویان کشته‌شده درجنگ قره‌باغ بود.

## زندگی
واله مسلم‌اف در ۴ سپتامبر ۱۹۶۸ در لریک آذربایجان شوروی زاده شد. در سال ۱۹۸۳، او از کلاس هشتم دبیرستان دوم لریک فارغ‌التحصیل شد و وارد هنرستان هفدهم در سومقاییت شد. نخستین تجربه کاری او در بخش ساخت و ساز بود. وی در سال‌های ۱۹۸۶ تا ۱۹۸۸ در نیروهای مسلح جمهوری آذربایجان خدمت کرد.

## فعالیت‌های نظامی
واله مسلم‌اف کار نظامی خود را در آگوست ۱۹۹۱، در نیروهای ویژه وزارت امور داخلی جمهوری آذربایجان آغاز کرد. وی در نبردهای گسترده‌ای در مناطق شوشی، خواجه‌لی، تووز، فضولی، قبادلی، زنگلان و مارتاکرت (آغ‌دره) شرکت کرد. او در ۱۴ آوریل ۱۹۹۲ هنگام نجات سربازان خود در روستای مارقوشان در منطقه آغ‌دره در جنگ با ارتش ارمنستان مجروح شد. او یک روز پس از آن به‌دلیل زخم درگذشت.

## یادبود
با حکم شماره ۸۳۱ رئیس‌جمهور جمهوری آذربایجان به‌تاریخ ۶ ژوئن ۱۹۹۲، واله مسلم‌اف پس از مرگ عنوان افتخاری قهرمان ملی جمهوری آذربایجان را دریافت کرد. به یاد بیستمین سالگرد واله مسلم‌اف در سال ۲۰۱۲، یک موزه یادبود در مدرسه‌ای به نام وی ایجاد شد. یکی از خیابان‌های لریک به نام وی نامگذاری شد.